# Laura Veccia Vaglieri
Laura Veccia Vaglieri (* 1893; † 1989) war eine italienische Islamwissenschaftlerin und Arabistin an der Universität Neapel L’Orientale. Sie war die Tochter des bekannten Archäologen Dante Vaglieri (1865–1913) und Schwester der Architektin Attilia Vaglieri.
Laura Veccia Vaglieri stand dem Islam mit großer Sympathie gegenüber. Nach einer kurzen Studie zum tunesischen Gewohnheitsrecht für das italienische Kolonialministerium im Jahre 1917 verfasste sie 1925 eine Verteidigungsschrift für diese Religion (Apologia dell’ Islamismo), die in viele Sprachen übersetzt wurde, unter anderem auch ins Deutsche (Apologie des Islam. Berlin-Wilmersdorf 1948).
Bei dem Kongress der Europäischen Muslime in Genf 1935 war sie als einzige nicht-muslimische Teilnehmerin zugelassen. Dies wurde damit begründet, dass sie Assistentin des Grafen Bernardo Barbiellini Amidei sei, des Direktors ihres Instituts in Neapel, der bei diesem Kongress feierlich zum Islam konvertierte. Veccia Vaglieri selbst hielt bei dem Kongress eine Rede in arabischer Sprache, in der sie die Reformen der italienischen Kolonialpolitik in den muslimischen Gebieten anpries. Von britischer diplomatischer Seite wurde vermerkt, dass Veccia Vaglieri tägliche Berichte über den Kongress erstellte und diese dem italienischen Generalkonsul in Genf übermittelte. Die Präsenz und die Rede von Veccia Vaglieri auf dem Kongress riefen bei arabischen Publizisten in Palästina und Ägypten heftige Kritik hervor. Sie sahen darin ein Zeichen, dass sich die von Schakīb Arslān organisierte Veranstaltung in den Dienst des italienischen Kolonialismus gestellt hatte.
1937 veröffentlichte Veccia Vaglieri eine zweibändige theoretisch-praktische Grammatik des Arabischen, die für mehrere Jahrzehnte zum Standardlehrbuch für diese Sprache in Italien wurde. In der Folgezeit wurde die Geschichte des frühen Islams mit dem Konflikt zwischen Schiiten, Charidschiten, Umayyaden und Zubairiden ihr wichtigstes Forschungsgebiet. So veröffentlichte sie in den frühen 1950er Jahren zwei Studien zu der Auseinandersetzung zwischen ʿAlī ibn Abī Tālib und Muʿāwiya I., in denen sie sich bemühte, die bis dahin vernachlässigte charidschitische Perspektive auf die Ereignisse zu beleuchten. Außerdem steuerte sie fast alle diesbezüglichen Artikel zur zweiten Auflage der Encyclopaedia of Islam bei. Eine Überblicksdarstellung zum klassischen Islam ist ihr 1963 erschienenes Buch L'Islam da Maometto al secolo XVI. 1964 gab Roberto Rubinacci eine zweibändige Festschrift zu ihren Ehren heraus (Scritti in onore di Laura Veccia Vaglieri, Neapel: Istituto Universitario Orientale).

## Veröffentlichungen (Auswahl)
- mit Virginia De Bosis: Testi giuridici relativi all' "inzal" ed altri diritti "in re aliena" nella consuetudine Tunisina. Ministero delle Colonie, Direzione generale degli Affari civili e delle Opere pubbliche, Rom 1917.
- Apologia dell'Islamismo. Rom 1925.
  - englisch: An interpretation of Islam. 1957(Digitalisat).
- Grammatica teorico-pratica della lingua araba. 2 Bände. Rom 1937.
- Il conflitto ʿAlī-Muʿāwiya e la secessione khārigita riesaminati alla luce di fonti ibāḍite. Rom 1953.
- Traduzione di passi riguardanti il conflitto ʿAlī-Muʿāwiya e la secessione khārigita. Rom 1954.
- L'Islam da Maometto al secolo XVI. Mailand 1963.